# Glanerbeek
Der Glanerbeek (deutsch Glanerbach) ist ein Nebenfluss der Dinkel. Der Bach entspringt im deutschen Teil des Amtsvenns im Kreis Borken und überquert die Grenze zu den Niederlanden südlich von Enschede.
Der Bach fließt auf niederländischer Seite durch die Gemeinde Enschede. Im Neubaugebiet De Eschmarke zwischen der Stadt Enschede und Glanerbrug ist der Bach Teil des dort angelegten Biotopverbundes.
Der Bach formt entlang des nach ihm benannten Dorfes Glanerbrug auf einer Länge von ca. 2 km eine natürliche Grenze mit Deutschland. In Höhe der Siedlung Glane mündet der Glanerbeek in die Dinkel.
Der niederländische Wasserverbund Regge en Dinkel hat einen Großteil des Baches renaturiert. Dazu hat der Verbund zwei alte, vom Verlauf abgetrennte Mäander gekauft und wieder an das Wassersystem angeschlossen. Weiterhin wurde an einigen Stellen ein neues, sich windendes Flussbett gegraben. Eine Fischtreppe sowie speziell gemauerte Uferbefestigungen mit Nistplätzen für Eisvögel und Schafstelzen ergänzen die Bemühungen um Renaturierung.
Entlang des Glanerbeekweges hat die Niederländische Vereinigung für Naturdenkmäler (Vereniging tot Behoud van Natuurmonumenten in Nederland) im Jahr 2006 einen zusätzlichen, breiteren Bachlauf angelegt. In diesem neuen Teil wurden weite Bereiche mit felsenartigen Uferbefestigungen versehen, um eine Bodenerosion zu verhindern. Über diesen Teil des Glanerbeeks führen zwei Brücken, über die man zu Fuß oder mit dem Fahrrad direkt nach Deutschland gelangt.
Hintergrund dieses zusätzlich angelegten Bachlaufs ist der Versuch, Amphibien, wie Frösche und Teichmolche, sowie seltene Pflanzenarten wie die Sumpfschwertlilie, das Fieberklee und den Wasserknöterich anzusiedeln, bzw. ihnen weiterhin einen Lebensraum zu sichern.